# Aloe rivae
Aloe rivae ist eine Pflanzenart der Gattung der Aloen in der Unterfamilie der Affodillgewächse (Asphodeloideae). Das Artepitheton rivae ehrt den italienischen Botaniker Domenico Riva (um 1856–1895).

## Beschreibung

### Vegetative Merkmale
Aloe rivae wächst stammlos oder kurz stammbildend, ist einfach oder bildet kleine Gruppen. Der Stamm ist aufrecht, aufsteigend oder niederliegend und erreicht eine Länge von bis zu 60 Zentimeter. Die etwa 20 eiförmig-lanzettlichen Laubblätter bilden dichte Rosetten. Die trüb olivgrüne bis bräunlich grüne Blattspreite ist 50 bis 55 Zentimeter lang und 17 bis 20 Zentimeter breit. Die festen, rötlich braunen Zähne am rötlich überhauchten Blattrand sind etwa 4 Millimeter lang und stehen 10 bis 15 Millimeter voneinander entfernt. Der Blattsaft ist trocken purpurfarben.

### Blütenstände und Blüten
Der Blütenstand besteht aus etwa zwölf Zweigen und erreicht eine Länge von 60 bis 70 Zentimeter. Die unteren Zweige sind nochmals verzweigt. Die lockeren, zylindrischen Trauben sind 10 Zentimeter lang und 7 Zentimeter breit. Die Blüten sind leicht einseitswendig. Die eiförmig-spitzen Brakteen weisen eine Länge von 2 bis 4 Millimeter auf und sind 2 bis 3 Millimeter breit. Die scharlachroten, bereiften Blüten stehen an 12 Millimeter langen Blütenstielen. Die Blüten sind 33 Millimeter lang und an ihrer Basis gestutzt. Auf Höhe des Fruchtknotens weisen die Blüten einen Durchmesser von 10 Millimeter auf. Darüber sind sie zur Mündung leicht verengt. Ihre äußeren Perigonblätter sind auf einer Länge von 13 Millimeter nicht miteinander verwachsen. Die Staubblätter und der Griffel ragen 4 bis 5 Millimeter aus der Blüte heraus.

## Systematik und Verbreitung
Aloe rivae ist im Süden von Äthiopien und im Norden von Kenia in offenen, waldigen Grasland an felsigen Hängen in Höhen von 1000 bis 1500 Metern verbreitet.
Die Erstbeschreibung durch John Gilbert Baker wurde 1898 veröffentlicht.

## Nachweise